# Diogmites wygodzinskyi
Diogmites wygodzinskyi är en tvåvingeart som beskrevs av Carrera 1949. Diogmites wygodzinskyi ingår i släktet Diogmites och familjen rovflugor. Inga underarter finns listade i Catalogue of Life.